# Philippe Besson (Autor)

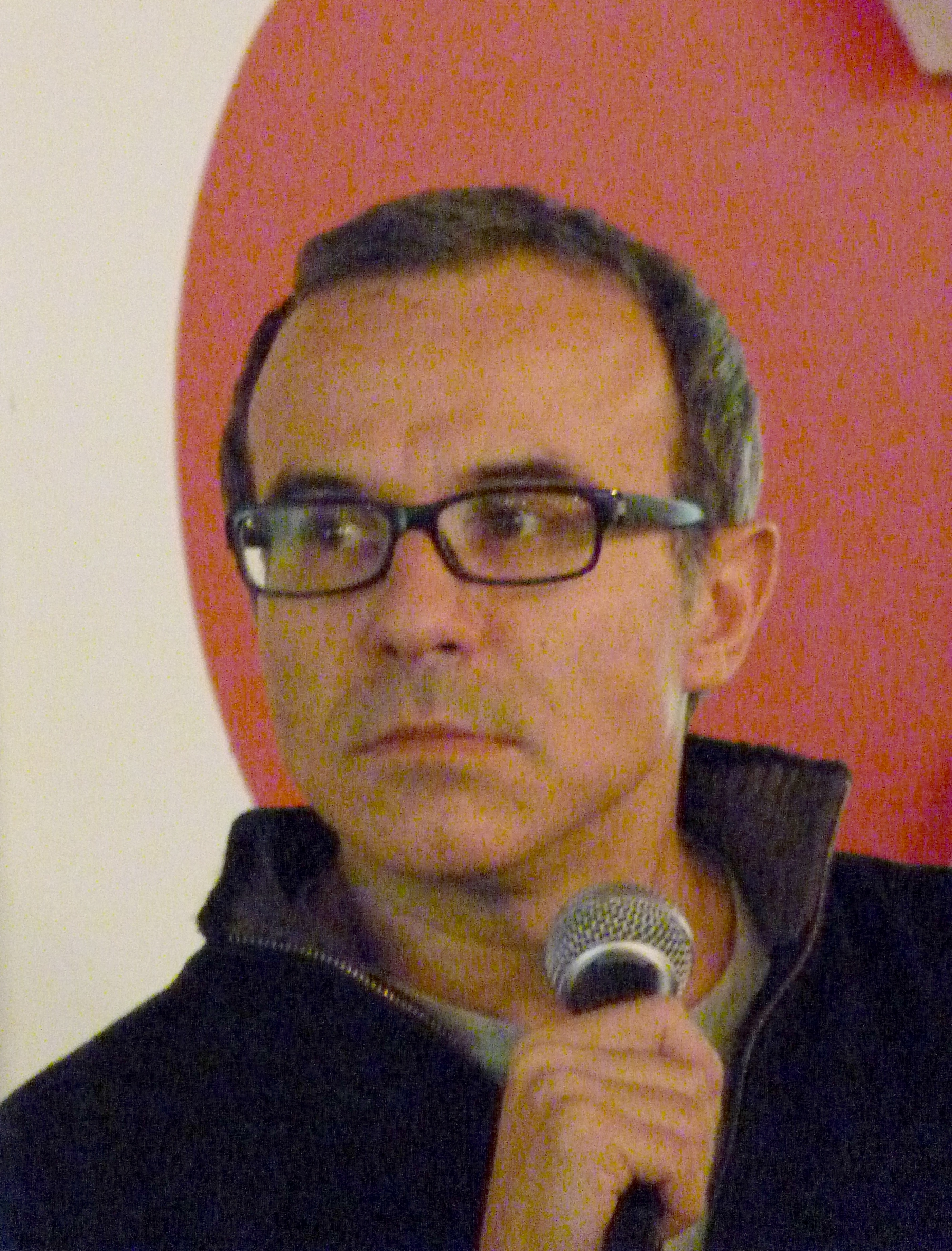
Philippe Besson (2011)

Philippe Besson (* 29. Januar 1967 in Barbezieux-Saint-Hilaire) ist ein französischer Schriftsteller.

## Leben
Nach dem Besuch des Gymnasiums in Bordeaux absolvierte Besson eine juristische Fachhochschulausbildung in Rouen. Mit 22 Jahren ging er nach Paris, wo er zunächst als Jurist und Dozent für Sozialrecht tätig war. Beeinflusst durch Marguerite Duras, Marcel Proust und Arthur Rimbaud, veröffentlichte Besson 2001 mit En l’absence des hommes seinen ersten Roman, dem weitere in jährlichem Abstand folgten. Seine Bücher wurden teilweise in 14 Sprachen übersetzt und erreichten in Frankreich Bestseller-Auflagen.

## Werke (Auswahl)
- En l’absence des hommes. 2001, ISBN 2-260-01564-6.
  - deutsch: Zeit der Abwesenheit. Aus dem Französischen von Caroline Vollmann. dtv, München 2008, ISBN 978-3-423-13629-7.
- L’arrière-saison. 2003, ISBN 2-260-01610-3.
  - deutsch: Nachsaison. dtv, München 2007, ISBN 978-3-423-24597-5.
- Un garçon d’Italie. 2003, ISBN 2-260-01642-1.
  - deutsch: Eine italienische Liebe. dtv, München 2004, ISBN 3-423-24423-2.
- Les jours fragiles. 2004, ISBN 2-260-01641-3.
  - deutsch: Brüchige Tage. dtv, München 2006, ISBN 3-423-24530-1.
- Son frére. 2005, ISBN 2-260-01586-7.
  - deutsch: Sein Bruder. dtv, München 2005, ISBN 3-423-24455-0.
- Un instant d’abandon. 2005.
  - deutsch: Einen Augenblick allein. dtv, München 2008, ISBN 978-3-423-24663-7.
- L’enfant d’octobre. 2006
- Se résoudre aux adieux. éd. Julliard, Paris 2007, ISBN 978-2-260-01726-4.
  - deutsch: Ein Abschied. Aus dem Französischen von Caroline Vollmann. dtv, München 2010, ISBN 978-3-423-24750-4.
- Un homme accidentel. éd. Julliard, Paris 2008, ISBN 978-2-260-01741-7.
  - deutsch: Venice Beach. Aus dem Französischen von Caroline Vollmann. dtv, München 2012, ISBN 978-3-423-24902-7.
- Huit. éd. Calmann-Levy, Paris 2008.
- La Trahison de Thomas Spencer. éd. Julliard, Paris 2009.
  - deutsch: Der Verrat des Thomas Spencer. Aus dem Französischen von Caroline Vollmann. dtv, München 2013, ISBN 978-3-423-24950-8.
- Retour parmi les hommes. éd. Julliard, Paris 2011, ISBN 978-2-260-01857-5.
- Une bonne raison de se tuer. éd. Julliard, Paris 2012, ISBN 978-2-260-02003-5.
- De là, on voit la mer. éd. Julliard, Paris 2013, ISBN 978-2-260-02070-7.
- La maison atlantique. éd. Julliard, Paris 2014, ISBN 978-2-260-01915-2.
- Un tango en bord de mer. éd. Julliard, Paris 2014, ISBN 978-2-260-02201-5.
- Vivre vite. [Roman über James Dean]. éd. Julliard, Paris 2015, ISBN 978-2-260-02396-8.
- Les passants de Lisbonne. éd. Julliard, Paris 2016, ISBN 978-2-260-02920-5.
- Arrête avec tes mensonges. éd. Julliard, Paris 2017, ISBN 978-2-260-02988-5.
  - deutsch: Hör auf zu lügen. Aus dem Französischen von Hans Pleschinski.[2] Bertelsmann, München 2018, ISBN 978-3-570-10341-8.
- Un personnage de roman. éd. Julliard, Paris 2017, ISBN 978-2-260-03007-2.
- Paris-Briançon, éd. Julliard, Paris 2022, ISBN 978-2-266-33031-2.

## Auszeichnungen (Auswahl)
- 2001 erhielt er den Prix Emmanuel-Roblès der Académie Goncourt für seinen Roman En l’absence des hommes.
- 2003 erhielt er den Grand Prix RTL-Lire für seinen Roman L'arrière saison.
- 2021 erhielt er den Euregio-Schüler-Literaturpreis für Arrête avec tes mensonges.

## Adaptionen
- Patrice Chéreau verfilmte seinen Roman Son frère. Der Film mit dem deutschen Titel Sein Bruder wurde auf der Berlinale 2003 mit dem Silbernen Bären ausgezeichnet.
- Der Roman L'arrière-saison wurde am 20. April 2004 im Montée in Paris als Theaterstück aufgeführt.
- Olivier Peyon verfilmte den autobiografischen Roman Arrête avec tes mensonges 2022 unter demselben Titel.[3] In den deutschen Kinos lief er ab November 2023 unter dem Titel Hör auf zu lügen.[4]